# Patrick Ruttledge

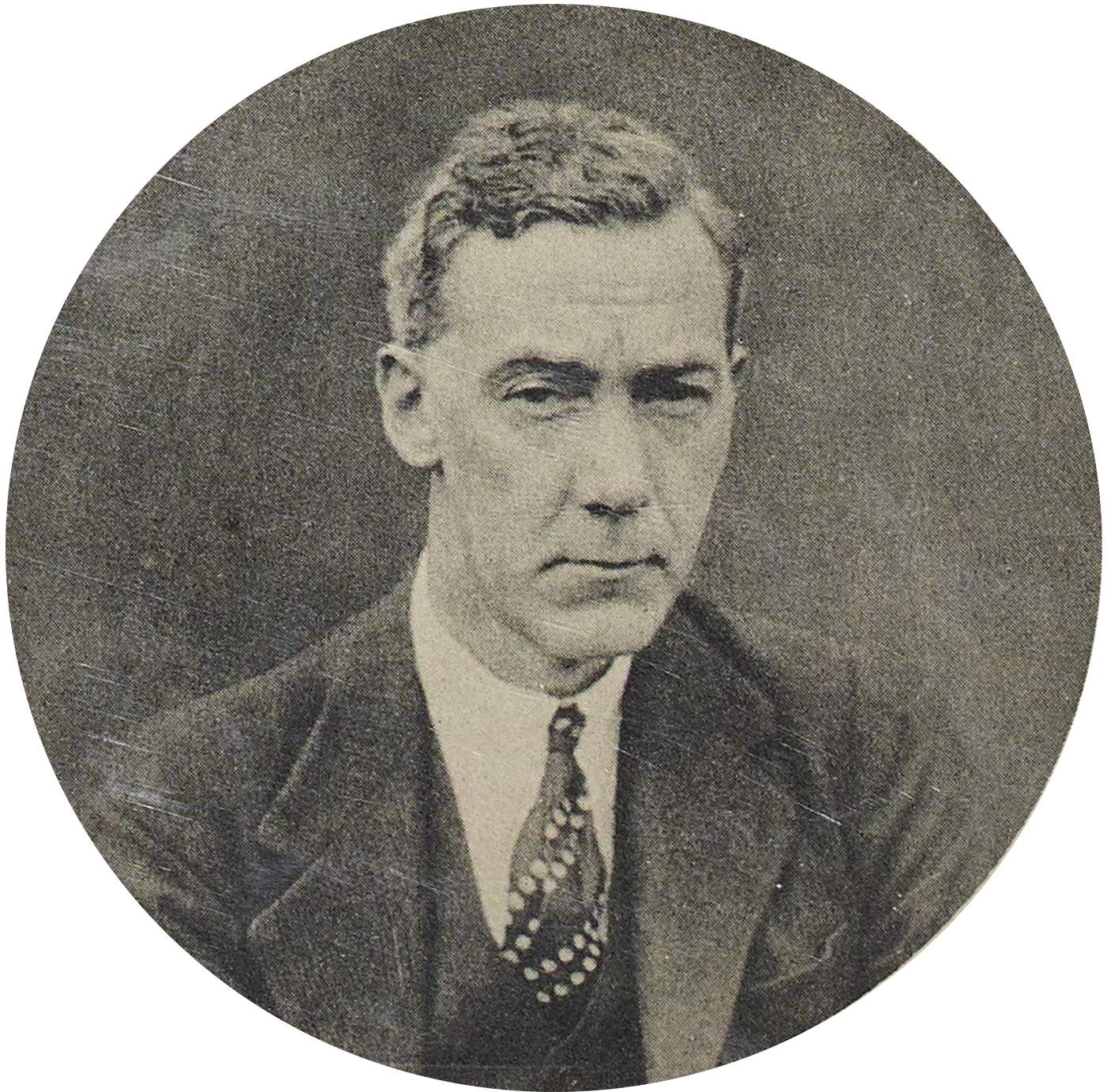
PJ Ruttledge (1933)

Patrick Joseph Ruttledge (irisch Pádraig Ruithleis, * 1. Januar 1892; † 8. Mai 1952) war ein irischer Politiker der Sinn Féin sowie der Fianna Fáil.

## Biografie
Er wurde in Ballina, County Mayo geboren.
Nach dem Schulbesuch studierte er Rechtswissenschaft und war nach Beendigung des Studiums als Solicitor tätig.
Seine politische Laufbahn begann er als Kandidat der Sinn Féin 1921 mit der Wahl zum Abgeordneten (Teachta Dála) des Unterhauses (Dáil Éireann), dem er als Vertreter des Wahlkreises Mayo North and West bis 1923 angehörte. Dabei gehörte er zuletzt innerhalb der aufgrund des Anglo-Irischen Vertrages gespaltenen Sinn Féin zu den Gegnern dieses Vertrages (Anti-Treaty) und nahm deshalb seinen Parlamentssitz nicht ein. Seinen Sitz nahm er auch nicht ein, nachdem er für die Wahlperiode 1923 bis 1926 als Republikaner in den Dáil gewählt wurde.
Am 23. März 1926 gehörte er zu den Mitgründern der Fianna Fáil und wurde für diese wiederum zum Unterhausabgeordneten gewählt und vertrat in diesem nach der Einnahme seines Sitzes am 12. August 1927 nach neun Wiederwahlen bis zu seinem Tode den Wahlkreis Mayo North.
Am 9. März 1932 wurde er als Minister für Ländereien und Fischerei Mitglied des Exekutivrates des Irischen Freistaates und übernahm nach einer Regierungsumbildung am 8. Februar 1933 das Amt des Justizministers. Dieses bekleidete er auch in der ersten Regierung von Premierminister (Taoiseach) Éamon de Valera bis zum 8. September 1939.
Im Rahmen einer Kabinettsumbildung ernannte ihn de Valera dann am 8. September 1939 zum Minister für Lokalverwaltung und öffentliche Gesundheit. Von diesem Ministeramt trat Ruttledge am 14. August 1941 zurück.